# 天国から来たわんちゃん
『天国から来たわんちゃん』（てんごくからきたわんちゃん、原題：All Dogs Go to Heaven）は、1989年11月17日公開のフルアニメ映画。元ディズニーのアニメーター、ドン・ブルースにより制作された。アニメ内の舞台は1939年のアメリカ・ニューオーリンズになっている。
この映画は、イギリスの投資家ゴールドクレストにより資金提供を受け、アイルランドのサリヴァン＝ブルース・スタジオにより製作された。公開日がディズニー映画『リトル・マーメイド』と競合したこともあり、『アメリカ物語』や『リトルフット』などの前作に続く大ヒットには至らなかったが、その後のVHSでの家庭用メディアの好調な売り上げにより、劇場作品の続編とテレビシリーズのリリースが行われている。

## 概要
この映画はドン・ブルースが『ニムの秘密』の製作を終えた所から構想が始まった。もともとは3つの構想の中の1つとして考えていた犬の私立探偵の話が始まりであった。それはドム・デルイーズが演じることを前提としてジャーマンシェパードを主人公とした短編作品であったが、ブルースのスタジオはその時点で破産寸前な時期であったため製作には至らなかった。
その後ブルースが構想を書き直し、ジョン・ポメロイとゲイリー・ゴールドマンにより1987年11月にAll Dogs Go to Heavenとして再構成された。これは『素晴らしき哉、人生!』と『可愛いマーカちゃん』と『ジョーとよばれた男』という映画からインスピレーションを受けたとされている。題名の元はドン・ブルースが小学校4年生の時に読んだ本の題名を元としている。
映画で主役であるチャーリーとイッチーの声優を担当したバート・レイノルズとドム・デルイーズは以前から同じ映画で共演することが多かったため、この映画での収録を2人一緒に行って欲しいと申し出ていた。通常アメリカのアニメでは声優の音声収録は別々に行うのが普通であったが、ドン・ブルースは即興による音声収録を行うのを容認した。その後の彼等の収録に関して後にドン・ブルースは「彼等のアドリブはたびたび元の台本より良かった」と語っている。
この映画が完成に近づいた時の試写のMPAAによる最初の検閲で低年齢層への刺激が強すぎるとしてPGレーティング（児童の視聴に親同伴推奨）を受けてしまう。これを容認できない製作側は刺激の強かった地獄の悪夢を観るシーンを短くする処置を行った。他にも「Let Me Be Surprised」の歌のシーンで"Damn"という単語が編集で削除されているのがサウンドトラックとの比較で確認出来る。

## ストーリー
1939年のアメリカルイジアナ州ニューオーリンズで雑種のシェパード犬チャーリーとブルドッグのカーフェイスは犬用カジノを経営していた。しかし儲けの半分を分けることに嫌気のさしたカーフェイスはチャーリーとその相棒であるダックスフンドのイッチーを嵌めて犬用の刑務所に収監させてしまう。
その後チャーリーとイッチーは脱獄に成功しカジノに舞い戻るが、カーフェイスに嵌められたと気付いていないチャーリーはカーフェイスの策略により車と共に川に突き落とされ死亡する。死んだチャーリーは犬の天国に行くが、カーフェイスに対する復讐の捻により死に切れず命の時計を奪い下界に舞い戻る。

## キャラクター
チャーリー・Ｂ・バーケン
ジャーマンシェパードとコリーの雑種犬のオス。劇内の主役で構想時からバート・レイノルズが演じるよう作られたキャラのため、彼のクセの再現が行われている。アン・マリーの動物と話せる能力を八百長に利用するため救出という名目でアン・マリーをカーフェイスの元から誘拐する。
イッチー・イッチーフド
ダックスフンドのオスでチャーリーの相棒であり親友。臆病で痒がりでいつもノミに悩まされている。チャーリーの意見とたびたび対立するが、チャーリーの強引さに負けて逆らうことが出来ない。
アン・マリー
動物と話す能力を持つ孤児の少女。カーフェイスの元に監禁されていたが、チャーリー達により救出される。
彼女の声を演じたジュディス・バーシは映画の公開1年半前に父親により殺害された。劇中の曲"Love Survives"（日本語：愛は力づよく生きるもの）は彼女に対して捧げられた楽曲である。
カーフェイス・カルザース
ブルドッグのオスで元チャーリーの共同経営者。カジノの利益を独占するためチャーリーを殺害する。
キラー
シュナウザーとプードルの雑種でカーフェイスの手下。

## キャスト
- チャーリー：バート・レイノルズ（吹き替え：富山敬）
- イッチー：ドム・デルイーズ（吹き替え：島田敏）
- アン・マリー：ジュディス・バーシ（吹き替え：玉川砂記子）
- カーフェイス：ヴィク・テイバック（吹き替え：内海賢二）
- キラー：チャールズ・ネルソン・ライリー（吹き替え：塩屋翼）
- フロー：ロニ・アンダーソン（吹き替え：浅井淑子）
- ウィペット：メルバ・ムーア（吹き替え：滝沢久美子）
- その他：伊倉一恵、喜多川拓郎、緒方賢一、牛山茂、安西正弘、堀内賢雄、西川幾雄、頓宮恭子、藤生聖子

## 日本語版制作スタッフ
- 演出：田島荘三
- 翻訳：平田勝茂
- 調整：近藤勝之／梅林一夫
- プロデュース：吉岡美惠子
- 日本語版制作：（株）コスモプロモーション

## 続編
家庭用メディアでのヒットを受けその後の続編製作に繋がる。これらの続編はどれもドン・ブルースは関係しておらず声優などの変更点も多い。また、ドラマチックであった1作目と違いこれらの続編は主にコメディで構成されているためキャラクターの設定や性格などが変化している点も多い。
- 2作目「天使のわんちゃん チャーリーとイッチー」[注 1][注 2][注 3][注 4]（原題：All Dogs Go to Heaven 2）
- テレビシリーズ「All Dogs Go to Heaven: The Series」（日本未公開）。
- テレビシリーズの派生で長編作品としては3作目「わんちゃんたちのクリスマスキャロル」[注 5]（原題：An All Dogs Christmas Carol）

## その他
アイリーン・キャラとフレディ・ジャクソンによって歌われた主題歌"Love Survives"は、この映画に孤児アン・マリーの役で出演し、1988年7月25日に父親によって母親もろとも射殺されたジュディス・バーシに捧げられたものである。